# Symplecta (Hoploerioptera) honshuensis
Symplecta (Hoploerioptera) honshuensis is een tweevleugelige uit de familie steltmuggen (Limoniidae). De soort komt voor in het Palearctisch gebied.